# Эймс, Марк
Марк Эймс (англ. Mark Ames; род. 3 октября 1965, Саратога, Калифорния) — американский журналист. Основатель газеты The eXile, издававшейся до июня 2008 года в Москве. Также публиковался в New York Press, The Nation, Playboy, The San Jose Mercury News, AlterNet, российских журналах «Птюч» и GQ. Начиная с ноября 2013 года писал для веб-издания PandoDaily.

## Биография
Эймс вырос в Саратоге, штат Калифорния, где учился в епископальной частной школе. Он окончил ее в 1983 году.
Учился в Калифорнийском университете в Беркли, в начале 1990-х переехал в Россию, где в 1997 году основал газету The eXile, став её главным редактором. Первоначально в Москве Эймс работал в газете Living Here, посвящённой жизни иностранцев в России, а также писал для Moscow Times. В этот же период он познакомился с писателем Эдуардом Лимоновым, который впоследствии стал автором The eXile.
Эймс подвергает критике некоторых западных журналистов, пишущих о России: «У 90 % западных журналистов здесь одна задача — показать недостатки России так, чтобы у них дома люди посмотрели и почувствовали себя лучше. При Ельцине, несмотря на коррупцию, низкий уровень жизни, зарубежные СМИ не концентрировались на проблемах, поскольку Ельцин был прозападный президент. А так как сегодня Путин не слушается Запада, они хотят показать последствия его непослушания: ищут бомжей в Москве и показывают мусорные свалки. Если бы я не жил в Москве и читал только Economist, я бы думал, что в России уже ГУЛАГи по всей стране». По поводу освещения войны в Грузии каналом CNN Эймс сказал: «Я смотрел CNN. Полное говно, сплошная пропаганда, даже смешно».